# Hannes Anaf
Hannes Anaf, né le 4 mars 1985 à Turnhout, est un homme politique belge, membre de Vooruit.

## Biographie
Hannes Anaf nait le 4 mars 1985 à Turnhout.
Lors des élections régionales de 2019, il est élu député au Parlement flamand.